# 小さなアヒルの大きな愛の物語 あひるのクワック
『小さなアヒルの大きな愛の物語 あひるのクワック』（ちいさなアヒルのおおきなあいのものがたり あひるのクワック、Alfred J. Kwak）は、1989年に日本、西ドイツ、フランス、オランダにより共同制作された子供向けアニメーションで、原作はヘルマン・ヴァン・ヴェーンによるオランダの舞台劇。

## 概要
アルフレッド・ヨードカス・クワックという名のアヒルが主人公。他の子供向けテレビシリーズに比べて、本作では非常に成熟した、しばしば悲劇的テーマが扱われている。第2話ではアルフレッドの誕生直後に家族全員が車に轢かれて死亡する。その後アルフレッドはモグラのハンクによって育てられる。
政治的テーマも作中で言及されている。アルフレッドはファシズムの独裁者と対決し、（白いガチョウと黒いアヒルが暮らす）アパルトヘイト政策下の国から亡命してきた者たちの力になり、漁師から鯨を救い、自分の国が絶対君主制から立憲君主制に転換する様を見届ける。このようなテーマは典型的な子供向けアニメーションからは遠く、本作の魅力の大きな部分を形成する。他のエピソードでは、日本人のゴルフ好きを風刺し、南北問題を起こす国々を批判している。
この作品は、シリーズを通じて長い期間を描いている点でも異色である。多くの子供向けアニメーションでは登場人物たちは年を取らない。しかし本作では物語の経過にともない、主要登場人物たちの幼少時代から大人になるまでが描かれる。特にドルフという登場人物において顕著で、当初はただの悪童だった彼が、悪の心を持つまでの経緯が丁寧に描かれている。
原作はヘルマン・ヴァン・ヴェーンによる舞台劇で、彼は劇中曲の作詞作曲も担当している。キャラクターデザインはハロルド・ジッパーマン(de)。
本シリーズは多くの国で放送されており、吹き替えや字幕によりオランダ語、フランス語、日本語、ギリシャ語、英語、イタリア語、スペイン語、ヘブライ語、フィンランド語、セルビア語、ポーランド語、スウェーデン語、デンマーク語、アイスランド語に翻訳されている。
1991年、ヘルマン・ヴァン・ヴェーンは本作によってドイツ・ゴールデン・カメラ賞(en)(de)を受賞した。
1995年1月から1995年10月11日にかけて、水曜日の朝7時35分 - 8時03分枠に再放送された。

## 登場人物
以下、登場人物の名前は日本語版を基準に記述しています。
- アルフレッド・ヨードカス・クワックはアヒル。幼い頃は家族とともに大きな靴に住み、その後は育ての親であるハンクとともに靴の形をした家に住む。他人に対して思いやりがあり、不正や悪事には真っ向から立ち向かう勇気も持ち合わせている。多くの悲しい出来事を経験するが、お気に入りの歌は「Ik ben vandaag zo vrolijk」（今日はとても幸せ）である。
- ハンクはモグラ。家族を失ったアルフレッドを育てた。
- ドルフはアルフレッドの敵役。「カラス党」の党首。容姿はアドルフ・ヒトラー、政治活動時の出で立ちはナポレオン・ボナパルトをモデルにしている。権力に固執する残忍な人物。ドイツ語版ではKraと呼ばれている。
- ゲッペは党首ドルフに仕える宣伝大臣。ヨーゼフ・ゲッベルスをモデルにしている。
- ウィニーは肌の黒いアヒルで、アルフレッドの女友達。
- バフーン教授はドイツ訛りで話すシロクマで、総合科学教授。原作ではProfessor Paljasと呼ばれている。
- オーリーはアルフレッドの学校時代の親友で、コウノトリ。成人してからは弁護士となり、さらにドルフの失脚後はウォーターランド初の民主的選挙により大統領に選出される。
- グラビーはアルフレッドのもうひとりの学校時代からの友人で、カササギ。きらきら輝くものを盗んでしまう癖があり、それが原因で友人たちをしばしば騒動に巻き込む。原作ではPikkieと呼ばれている。
- フランツ・フェルディナントはライオン。アルフレッドが住んでいる国、ウォーターランドの国王。名前の由来は、実在する歴史上の人物フランツ・フェルディナント大公。
- リスプは敵役のクラゲ。市長のためにスパイ活動を行っている。発音が舌足らず。

## その他
- ドルフはファンタジー風のクーデターとは別に数多くの非道を行なっている。宝石を盗む、武器を輸出する、知的な竜を捕まえて動物園に売る、クラゲのリスプを撃つ、国家選挙運動中にダムを壊し何人かを殺す等している。ドルフによる支配の描写では、ナチを皮肉っているのは、ドルフが「民族浄化」を強制している事から明白である。ドルフが実はツグミ（英語名 ブラック・バード）である事が判明、ヒトラー自身も決して「理想的なアーリア人」ではなかった事をほのめかしている。ヒトラーがドイツ人ではなかったように、ドルフは100%カラスに見えるように黄色いくちばしを黒く染めている。
- アルフレッドの敵は、ドルフとリスプの他に、堕落したクロコダイル市長、自分勝手な土地所有者のサルのミスター・ニッティーロコパン、貪欲なネコのスクラッチ・ポーズ、アパルトヘイトの南アフリカ共和国風の国「アティリケ」である。
- 女たらしのポップー・スターのアヒルがアルフレッドからウィニーを奪いそうになったエピソードがある。このポップ・スターはプリンスとマイケル・ジャクソンを基にしているようである。
- 物語の世界は、擬人化された動物が主役であるが、人間も登場する。しかし人間は獰猛な野獣として描かれており、例えばサーカスの檻に入れられ、ショーの為に「人間使い」によって訓練されている。
- 砂漠の夢のエピソードでアルフレッドはレイフィートという歌手によって、貧しい国の旱魃問題を教えられる。これは1980年代中頃にボブ・ゲルドフがライブ・エイドを通して行なったエチオピアの為の慈善活動を指している。
- 物語の時代設定は幾分シュールである。全体的なテクノロジーや登場人物の服装は20世紀後半にふさわしいものであるが、アルフレッドやバフーン教授は、ずっと進んだ未来のテクノロジーの宇宙船で旅をする。一方で王の家来、ネコのスクラッチポーズ、ナポレオンの格好をしたドルフ等は、20世紀以前の時代の服装である。他にも、魔法のランプの悪い魔神ジニー、アルフレッドのチェス・ゲームに出てくる、生きたチェスの駒、月に住むハーメルンの笛吹き男風の道化師、人間の足以外は完璧なアヒルに見える宇宙人、夢の形式を取る西部劇のエピソードにおいてドルフが自分は漫画のキャラクターである事を認識している（メタフィクション）等、シュールな要素は他にもある。
- イギリス版では、主人公の名前はアルフレッド・ジョナサン・クワックである。
- また、イギリス版では、ドルフを始めとする複数のキャラクターの英語の吹き替えをメルヴィン・ヘイズ (Melvyn Hayes)が担当している。
- デンマーク版では、主人公の名前はRasmus Rapである。
- オランダ、ドイツ、イギリス版ではアルフレッドは時折、大変な興奮や嬉しさを表す表現として「ピッコベーロ (Piccobello)!」という、お決まりの台詞を言う。
- 日本での放送は視聴率が平均1%と大変低かった。番組中で主題歌CDのプレゼント告知が流れた事があったが、その応募者の少なさは、1か月以上にも渡って告知が継続し、アルフレッド役の林原めぐみの友人が応募した所、当選してしまったほどだったという。
- その林原めぐみは、この作品はとても思い出深く、印象深い作品であった事を自身のラジオ番組等において折に触れ言及している。
- トーベ・ヤンソンは『ムーミン』の3度目のアニメ化に難色を示していたが、本作を観た事で、同じスタッフの手によるアニメ化を許可した。こうして1990年にアニメ化されたのが『楽しいムーミン一家』である。

## スタッフ
- 原作 - ヘルマン・ヴァン・ヴェーン
- 制作 - 多葉田一夫（テレスクリーン（英語版））
- 企画 - なかはらまき
- プロデューサー - 清水睦夫（テレビ東京）、田村學（テレスクリーン）、高橋澄夫（テレイメージ）
- 監督 - 斎藤博
- 脚本 - 宮崎晃
- キャラクター美術・デザイン - ハロルド・ジッパーマン、ハンス・バッハー、白梅進、天水勝
- 音楽 - ヘルマン・ヴァン・ヴェーン、エリック・ファン・デル・ヴルフ
- 撮影 - 白井久男
- 音響 - 斯波重治
- 制作協力 - テレイメージ、ビジュアル80
- 製作 - テレビ東京、テレスクリーン
- 共同制作 - テレビ東京、テレスクリーン、ZDF（西ドイツ）、TF1（フランス）、VARA（オランダ）

## 主題歌
- オープニング『約束だよ』
- エンディング『ハッピー・ハッピー』

作詞・作曲 - ヘルマン・ヴァン・ヴェーン / 訳詞 - さかたかずこ / 編曲 - 加藤みちあき / 唄 - 林原めぐみ / 発売元 - ポリドール

## 各話リスト
| 話数   | 放送日        | サブタイトル       | 英題                                 | 絵コンテ        | 演出            | 作画監督   |
| ------ | ------------- | ------------------ | ------------------------------------ | --------------- | --------------- | ---------- |
| 第1話  | 1989年 4月3日 | アルフレッド誕生   | Alfred Comes To Life                 | 斉藤博          | 小島正幸        | 冨沢和雄   |
| 第2話  | 4月10日       | 初めてのバースデー | Alfred's First Birthday              | 斉藤博          | 腰繁男          | 上條修     |
| 第3話  | 4月17日       | 王冠のルビー       | The Ruby Of The Crown                | 小島正幸        | はしもとなおと  | 東海林真一 |
| 第4話  | 4月24日       | 父さんはハンク     | My Father Is Henk                    | 斉藤博          | 腰繁男          | 村田四郎   |
| 第5話  | 5月1日        | ドルフの秘密       | Dolf's Secret                        | 腰繁男          | 内田祐司        | 鈴木英二   |
| 第6話  | 5月8日        | レースの行方       | The Great Race                       | 斉藤博          | 小島正幸        | 工藤柾輝   |
| 第7話  | 5月15日       | 船乗りアルフレッド | Sea Scouts Part 1                    | 斉藤博          | 腰繁男          | 上條修     |
| 第8話  | 5月22日       | マストをあげて     | Sea Scouts Part 2                    | 斉藤博 小島正幸 | 小島正幸        | 水田智美   |
| 第9話  | 5月29日       | ふしぎなボトル     | The Strange Bottle                   | 斉藤博 腰繁男   | 冨沢和雄        | 東海林真一 |
| 第10話 | 6月5日        | 魔法のジュータン   | Flying Carpet                        | 斉藤博          | 舛成孝二        | 昆進之介   |
| 第11話 | 6月12日       | 面白サーカスピエロ | Alfred Joins The Circus              | 小島正幸        | 小島正幸        | 工藤柾輝   |
| 第12話 | 6月19日       | チェスの女王夢冒険 | Alfred's Chess Adventure             | 斉藤博          | 内田祐司        | 鈴木英二   |
| 第13話 | 6月26日       | ぬすまれた女王の冠 | The Queen Loses Her Crown            | 斉藤博          | 小島正幸        | 金子紀男   |
| 第14話 | 7月3日        | ノコギリザメを探せ | Let's Find The Sawfish               | 腰繁男          | 腰繁男          | 上條修     |
| 第15話 | 7月10日       | 嵐の海とたたかう!  | Alfred's Perilous Voyage             | 斉藤博          | 舛成孝二        | 昆進之介   |
| 第16話 | 7月17日       | クジラ探しの大航海 | The Search For The Whales            | 斉藤博          | 腰繁男          | 村田四郎   |
| 第17話 | 7月24日       | 宇宙からのお友達   | Visitors From Outer Space            | 斉藤博 小島正幸 | 小島正幸        | 工藤柾輝   |
| 第18話 | 7月31日       | 夜空に南十字星輝く | The Southern Cross                   | 斉藤博          | 内田祐司        | 鈴木英二   |
| 第19話 | 8月7日        | 海はみんなのもの   | The Ocean Belong To All Of Us        | 斉藤博          | 腰繁男          | 金子紀男   |
| 第20話 | 8月14日       | クワック砂漠に行く | Desert Dream                         | 斉藤博          | 小柴純弥        | 昆進之介   |
| 第21話 | 8月21日       | 王様に貸した金貨   | The King Takes A Loan                | 小島正幸 斉藤博 | 小島正幸        | 工藤柾輝   |
| 第22話 | 8月28日       | 大金持ドルフの野望 | Dolf Is Justice                      | 泊叶男          | 富沢信雄        | 道籏義宣   |
| 第23話 | 9月4日        | カラス党から逃げろ | Escape From The Crow Party           | 斉藤博          | 腰繁男          | 工藤柾輝   |
| 第24話 | 9月11日       | 皇帝になったドルフ | Emperor Dolf The First               | 斉藤博 小島正幸 | 小山田桂子      | 増田敏彦   |
| 第25話 | 9月18日       | 空飛ぶ金貨大作戦   | The Decline And Fall Of Emperor Dolf | 斉藤博          | 内田祐司        | 鈴木英二   |
| 第26話 | 9月25日       | 心やさしい雪男     | The Snowman                          | 腰繁男 小島正幸 | 小島正幸        | 村田四郎   |
| 第27話 | 10月2日       | 君の瞳にひとめぼれ | Love At First Sight                  | 斉藤博          | 小柴純弥        | 昆進之介   |
| 第28話 | 10月9日       | 王様のおくりもの   | A Gift From The King                 | 泊叶男          | 腰繁男          | 金子紀男   |
| 第29話 | 10月16日      | アトリケへ船は進む | Journey To At                        | 小島正幸 斉藤博 | 小島正幸        | 工藤柾輝   |
| 第30話 | 10月23日      | 南海の小島はカメ   | A Turtle Island                      | 斉藤博          | 小山田桂子      | 八崎健二   |
| 第31話 | 10月30日      | 不思議な海底旅行   | Drilling For Oil                     | 腰繁男 小島正幸 | 腰繁男          | 工藤柾輝   |
| 第32話 | 11月6日       | 海の中のガラス玉   | They Come To Atlantis                | 斉藤博          | 内田祐司        | 鈴木英二   |
| 第33話 | 11月13日      | 西部劇はもういやだ | Gunfight At Tombstone                | 斉藤博          | 小島正幸        | 金子紀男   |
| 第34話 | 11月20日      | 古代王朝の薬を探せ | The Riddle Of The Pyramid            | 腰繁男 小島正幸 | 腰繁男          | 村田四郎   |
| 第35話 | 11月27日      | 迷路のピラミッド   | The Labyrinth                        | 斉藤博          | 小柴純弥        | 昆進之介   |
| 第36話 | 12月4日       | ピアノなんか大嫌い | The Course Of True Love              | 斉藤博          | 小島正幸        | 工藤柾輝   |
| 第37話 | 12月11日      | 王子様からの招待状 | An Invitation From The Prince        | 泊叶男          | 腰繁男          | 金子紀男   |
| 第38話 | 12月18日      | 国境を越えた愛     | Love Unites                          | 斉藤博          | 小島正幸        | 工藤柾輝   |
| 第39話 | 12月25日      | 魔女のプロポーズ   | Who Wants To Marry A Witch           | 腰繁男 小島正幸 | 腰繁男          | 村田四郎   |
| 第40話 | 1990年 1月8日 | ぬすまれた設計図   | The Stolen Pan                       | 斉藤博          | 内田祐司        | 梶谷光春   |
| 第41話 | 1月15日       | 火山島!謎の大噴火  | The Volcano Erupts                   | 泊叶男          | 小柴純弥        | 昆進之介   |
| 第42話 | 1月22日       | 怪獣ドラゴンを救え | Save The Dragon                      | 斉藤博          | 小島正幸        | 工藤柾輝   |
| 第43話 | 1月29日       | 王様の新しい国造り | Vote For Ollie                       | 泊叶男          | 腰繁男          | 金子紀男   |
| 第44話 | 2月5日        | ドルフの危険な賭け | Dolf Takes A Chance                  | 斉藤博          | 小島正幸        | 工藤柾輝   |
| 第45話 | 2月12日       | 謎の病原菌大発生   | The Strange Epidemic                 | 泊叶男          | 腰繁男          | 村田四郎   |
| 第46話 | 2月19日       | 月のピエロを探せ   | Clown On The Moon                    | 斉藤博          | 内田祐司        | 鈴木英二   |
| 第47話 | 2月26日       | 魔法のヴァイオリン | The Magic Fiddle                     | 斉藤博          | 泰泉寺博        | 昆進之介   |
| 第48話 | 3月5日        | ゴルフがビジネス?  | How About A Game Of Golf             | 小島正幸        | 小島正幸        | 工藤柾輝   |
| 第49話 | 3月12日       | 美しき虹を求めて   | Looking For The Rainbow              | 泊叶男          | 腰繁男          | 金子紀男   |
| 第50話 | 3月19日       | 黄金の壺を捜し出せ | Pot Of Gold                          | 斉藤博          | 小島正幸        | 工藤柾輝   |
| 第51話 | 3月26日       | 緑の自然を守れるか | Forests Of Fuel?                     | 小島正幸        | 斉藤格 小島正幸 | 謝明揚     |
| 第52話 | 3月29日       | ドルフ最後の闘い   | Dolf's Last Stand                    | 泊叶男          | 腰繁男          | 工藤柾輝   |